# Shawn Marion
Pour les articles homonymes, voir Marion.
Shawn Dwayne Marion, né le 7 mai 1978 à Chicago dans l'Illinois, est un joueur de basket-ball américain. Cet ailier athlétique de 2,01 mètres est surnommé The Matrix. Il décide de mettre un terme à sa carrière professionnelle en NBA à la fin de la saison 2014-2015, saison durant laquelle il avait réussi à atteindre les Finales NBA avec les Cavaliers de Cleveland.

## Carrière universitaire
Après avoir reçu de nombreuses distinctions personnelles en deux saisons à l’université de Vincennes Indiana, Shawn Marion débarque à l’université du Nevada à Las Vegas (UNLV) où il est rapidement considéré comme la meilleure recrue des Runnin’ Rebels depuis Larry Johnson en 1989. L’ailier réalise une première saison solide durant laquelle il mène l’équipe aux points (18,7 par match) et aux rebonds (9,3 rebonds). Malheureusement pour l’UNLV, Marion décide de tenter sa chance chez les professionnels après seulement un an dans le championnat NCAA.

## Carrière en NBA

### Suns de Phoenix (1999-Fév.2008)

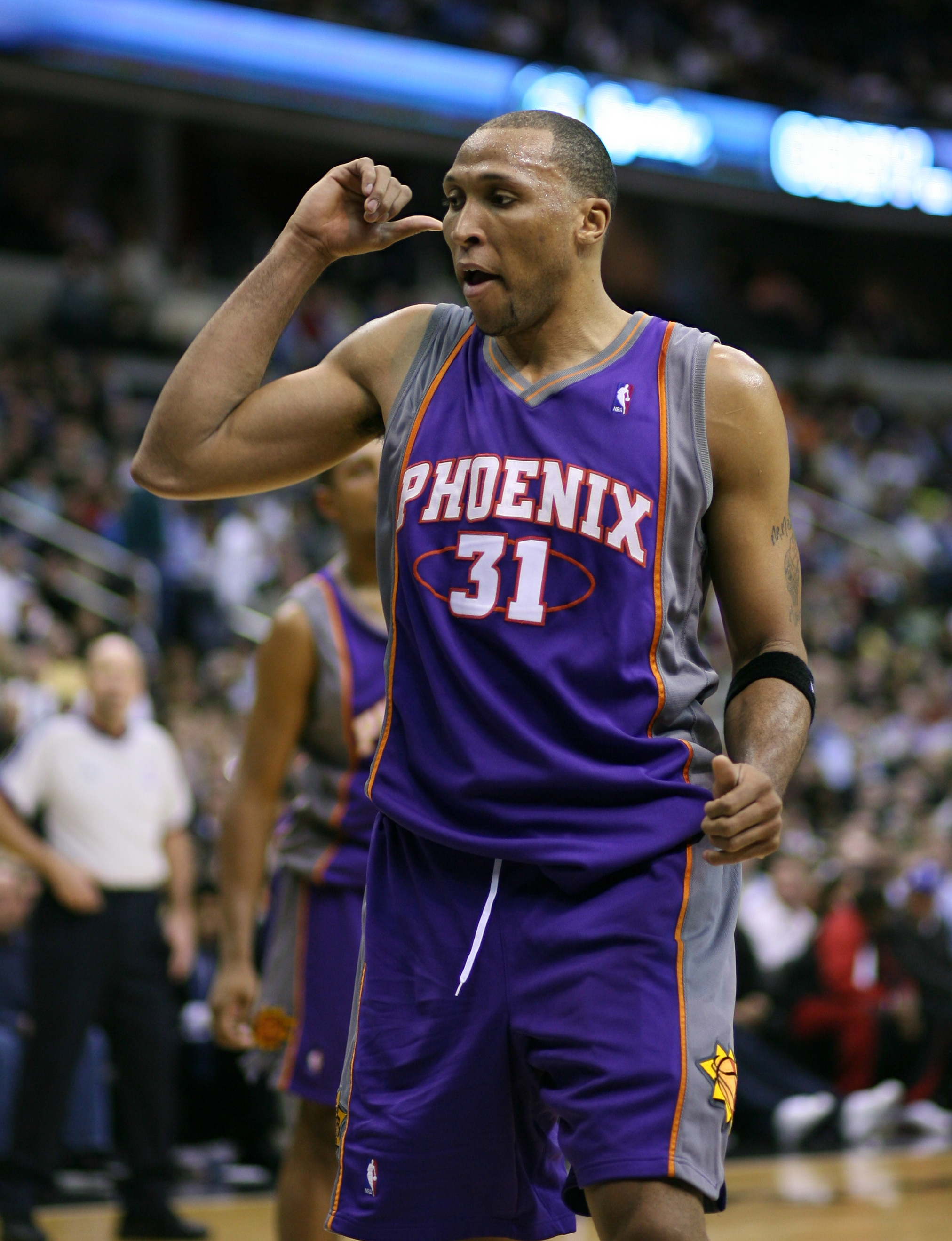
Marion avec les Suns.

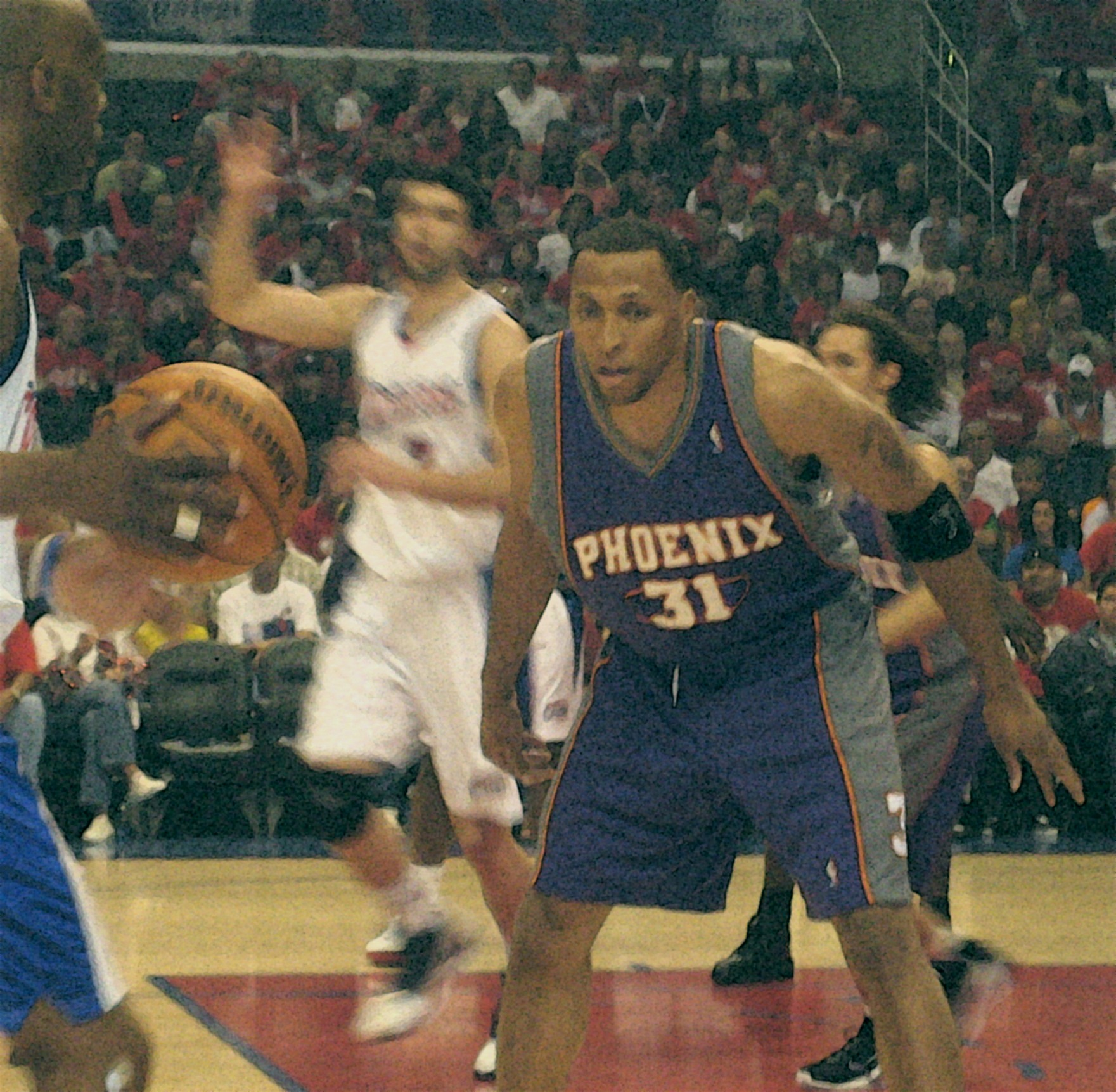
Marion en 2006.

À la suite d'un échange avec les Mavericks de Dallas concernant notamment les droits de Steve Nash, les Suns bénéficient du 9e choix de la draft 1999. Ils décident de l’utiliser pour sélectionner le jeune Marion que les dirigeants de la franchise suivent depuis 1997 et son passage à l’Université de Vincennes. Comparé à Scottie Pippen pour ses longs bras et sa formidable détente, Shawn Marion donne rapidement raison aux Suns de lui avoir fait confiance.
À l’occasion de son premier match en NBA, disputé le 2 novembre 1999 face aux Nuggets de Denver, Marion marque 14 points et prend autant de rebonds. Insuffisant pour donner la victoire à son équipe mais annonciateur d’une première saison plus que solide durant laquelle il réalisera sept double-double. Le numéro 31 (qu’il porte en hommage à Reggie Miller) dispute 51 matches dont 38 dans le 5 majeur malgré une blessure au genou gauche, pour des moyennes de 10,2 points, 6,5 rebonds et 1,0 contre par match. Marion voit sa saison récompensée par une sélection dans le All-Rookie Second Team, la deuxième équipe type des débutants de la ligue, avant de participer aux playoffs avec les Suns dont il devient le meilleur rebondeur avec 8,8 prises par match.
Sa deuxième saison chez les professionnels confirme les qualités entrevues en 1999-2000 et beaucoup voient déjà en Marion l’un des ailiers les plus performants de la ligue. Avec ses 10,7 prises par match, il termine au 7e rang des rebondeurs parmi des joueurs à qui il rend, pour la plupart, 10 centimètres et 15 kilos. Marion compile également 17,3 points, 2,0 passes, 1,7 interception et 1,4 contre par match. Il est élu NBA Player of the week (joueur de la semaine) le 26 février 2001 après 4 matches à 21,8 points et 13,5 rebonds de moyenne. Ses performances ne passent pas inaperçues puisqu’il termine 4e au vote pour le joueur ayant le plus progressé, récompense finalement remportée par Tracy McGrady. Marion échoue également à une petite voix d’une distinction dans les équipes types défensives de la ligue. Malgré un premier tour de playoffs perdu face aux Kings de Sacramento, le Sun réalise une bonne série avec notamment une performance à 21 points, 10 rebonds et 3 contres lors de la seule victoire de Phoenix.
Dans une équipe vieillissante, Marion fait figure de relève en compagnie de Stephon Marbury. Malgré un bilan 2001-2002 de 36 victoires pour 46 défaites, l’ancien Runnin’ Rebel consolide ses lignes statistiques : il est avec Kevin Garnett le seul joueur à figurer dans le top 40 de 7 catégories de chiffres différentes parmi lesquelles les points (19,1), rebonds (9,9), interceptions (1,84) et contres (1,06). Shawn Marion est élu meilleur joueur de la Conférence ouest pour la semaine du 1er avril, durant laquelle il a tourné à 28,3 points et 14 rebonds, permettant ainsi aux Suns d'obtenir trois victoires (pour une défaite).
En 2002-03, l’arrivée du futur NBA Rookie of the Year Amare Stoudemire renforce notablement le secteur intérieur des Suns, tirant une nouvelle fois Shawn Marion vers le haut. Il est le seul joueur de la ligue présent dans le top 20 des meilleurs marqueurs (21,2 points) et dans le top 10 aux rebonds (9,5) et interceptions (2,3), performance qui lui vaut une première sélection au NBA All-Star Game durant lequel il se frotte notamment à Michael Jordan. De retour en playoffs, les Suns sont encore défaits dès le premier tour, par les Spurs de San Antonio, malgré un Shawn Marion dans le rythme avec 18,5 points et 11,7 rebonds de moyenne.
En dépit d’un effectif de qualité, la saison 2003-2004 est un cauchemar pour les Suns qui ne remportent que 29 matches. Alors que Marbury est envoyé aux Knicks en janvier 2004, Marion est l’un des seuls à émerger de ce naufrage collectif. Il est le seul joueur à accompagner Kevin Garnett dans le top 30 de la NBA aux points (19,0), rebonds (9,3), interceptions (2,1), contres (1,3) et temps passé sur le parquet (40,6 minutes). Marion réalise le plus grand total d’interceptions de la ligue avec 167 et devient, après Dan Majerle, le second joueur de l’histoire des Suns à enchaîner trois saisons à plus de 3000 minutes de jeu. C’est également sa 4e saison consécutive à plus de 30 double-doubles, quatre ans durant lesquels il n’a manqué que huit matches sur blessure. Si une sélection pour les Jeux olympiques, dont il reviendra avec le bronze, prouve un peu plus que Marion est considéré comme un des tout meilleurs de la ligue, les résultats de sa franchise déçoivent.
C’est alors que les Suns réalisent une opération de premier ordre qui va les ramener vers les sommets. Six ans après l’avoir envoyé à Dallas et profité du choix de draft des Mavericks pour sélectionner Marion, les Suns font revenir Steve Nash, devenu agent libre. Le retour du Canadien permet à Mike D'Antoni d’appliquer ses systèmes de jeu tournés vers l’attaque à tout va. Alors que le rendement de ses coéquipiers s’améliore nettement, Marion parvient quant à lui à maintenir son niveau dans un style de jeu rapide et spectaculaire qui lui convient à merveille. Ses moyennes s’établissent à 19,4 points, 11,3 rebonds, 2 interceptions et 1,5 contre alors qu’il devient seulement le 2e joueur de l’histoire de la NBA à apparaître dans le top 5 aux rebonds et interceptions après David Robinson. Pour une fois, outre les honneurs individuels (participation au All-Star Game, sélection dans la All-NBA Third Team, la 3e équipe type de la NBA), Marion goûte enfin aux joies des résultats collectifs. Avec 62 victoires pour 20 défaites, meilleur bilan de l’année en NBA, l’équipe égale le record de la franchise et remporte le premier titre de la division pacifique depuis 1995. Dans des phases finales qui verront Phoenix atteindre la finale de Conférence, Shawn Marion s’illustre avec des moyennes de 17,6 points et 11,8 rebonds ainsi qu’un contre décisif face à Dirk Nowitzki à moins d’une seconde du terme d’une rencontre du 2e tour remportée 124-123 face à Dallas.
Privés dès l’avant-saison d’Amare Stoudemire puis de Kurt Thomas, les Suns vont se reposer plus que jamais sur Steve Nash et Shawn Marion. Ce dernier endosse un rôle prépondérant dans une équipe dépourvue de spécialistes du secteur intérieur, malgré l’éclosion du polyvalent Boris Diaw. Joueur le plus utilisé par D’Antoni, Marion en profite pour établir ses records en carrière avec 21,8 points, 11,8 rebonds et 1,7 contre par match et se voit à nouveau récompensé par une sélection dans le All-NBA Third Team et une participation au All-Star Game. Bien emmenée par Steve Nash, élu pour la seconde année consécutive meilleur joueur de l’année (MVP), la franchise de l’Arizona décroche un nouveau titre de division. Leader offensif de l’équipe, Marion permet aux siens de sortir vainqueurs du premier tour face aux Lakers après sept matches disputés. Opposé aux puissants Elton Brand et Corey Maggette des Clippers, Marion parvient à hausser son niveau de jeu pour maintenir les Suns à flot dans une série au couteau. Ses 30 unités (dont un 5 sur 9 à 3 points) lors du match 7 décisif permettent aux siens d'atteindre la finale de Conférence face aux Mavericks de Dallas.

### Heat de Miami (Fév.2008-Fév.2009)
Désireux de quitter Phoenix en début de saison, il est échangé le 6 février 2008 avec Marcus Banks contre le vieillissant Shaquille O'Neal au Heat de Miami.
Le 10 février, il fait de bons débuts avec sa nouvelle équipe en marquant 15 points et en récupérant 14 rebonds face aux Lakers de Los Angeles, ce qui n'empêche pas une nouvelle défaite de Miami à domicile 104 à 94. Finalement, Marion ne réussit pas bien à s'intégrer au Heat, passant d'ailier fort dans un jeu rapide des Suns à ailier dans le jeu placé de Miami.

### Raptors de Toronto (Fév.2009-2009)
Alors que la rumeur courait depuis un mois, il est envoyé avec Marcus Banks aux Raptors de Toronto contre Jermaine O'Neal et Jamario Moon le 13 février 2009,. À la fin de la saison 2008-2009, les Raptors proposent un contrat de 32 millions de dollars sur quatre ans à Marion.

### Mavericks de Dallas (2009-2014)

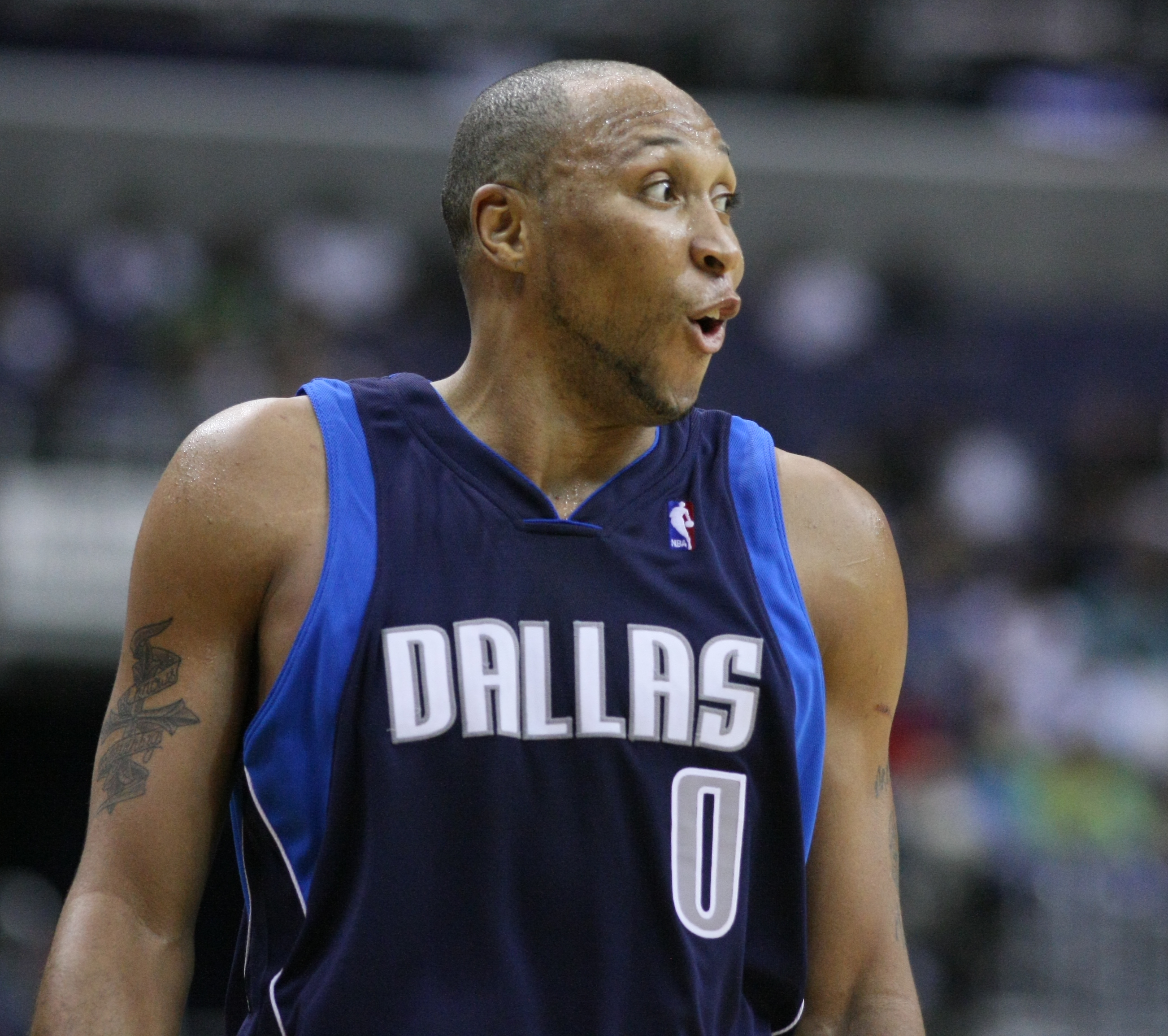
Marion avec les Mavericks.

Envisagé deux jours plus tôt, Shawn Marion est transféré aux Mavericks de Dallas le 9 juillet 2009 dans un transfert à quatre équipes avec les Grizzlies de Memphis et le Magic d'Orlando. Il signe un contrat de 39 millions de dollars sur cinq ans.
Le 13 avril 2011, Marion devient le 5e joueur à compiler 1 500 interceptions et 1 000 contres en carrière en NBA. Il rejoint ainsi Hakeem Olajuwon, Karl Malone, Kevin Garnett et Julius Erving. Le 17 mai 2011, lors de la victoire de Dallas contre le Thunder 121 à 112, Marion se fracture le nez pour la quatrième fois. Il devient champion NBA en battant le Heat de Miami 4 à 2.
Bien qu'il ait toujours eu un problème à l'auriculaire de la main gauche, il se le fracture le 25 décembre 2011 lors de la défaite 105 à 94 contre le Heat de Miami.
Le 5 novembre 2012, lors de la victoire des siens contre les Trail Blazers de Portland, il retombe sur le pied d'Elton Brand et se fait une entorse du ligament collatéral du genou gauche, ce qui le fait manquer les trois matches suivants. Le 18 janvier 2013, après la défaite des siens contre le Thunder en prolongation 117 à 114, il déclare que les Mavs ont perdu à « huit contre cinq ». Pour cette déclaration, deux jours plus tard, il écope d'une amende de 25 000 $ mais est défendu par le propriétaire des Mavericks, Mark Cuban. Le 27 janvier, il joue son 1 000e match en carrière contre les Suns de Phoenix. En mars 2013, il se fait un claquage au mollet gauche ce qui l'absente des parquets durant huit matches. Le 22 mars, il est de retour lors de la réception des Celtics de Boston et contribue à la victoire des Mavericks 104 à 94 en marquant 11 points et prenant 13 rebonds.
Malgré la demande du propriétaire des Mavericks de renoncer à sa dernière année de contrat, Marion refuse de baisser son salaire et gagnera 9 316 796 $ durant la saison 2013-2014. Le 3 janvier 2014, lors de la défaite des siens 112 à 119 contre les Clippers de Los Angeles, il marque son 17 000e points en carrière et devient l'un des quatre joueurs de l'histoire de la NBA à combiner 17 000 points, 9 000 rebonds, 1 500 interceptions et 1 000 contres (avec Kevin Garnett, Hakeem Olajuwon et Karl Malone). En février 2014, il réclame la suppression du salary cap.

### Cavaliers de Cleveland (Août 2014 - 2015)
En août 2014, il s'engage avec les Cavaliers de Cleveland où il jouera notamment aux côtés des superstars LeBron James, Kevin Love et Kyrie Irving.
Le 28 décembre 2014, il devient le premier joueur à compiler plus de 15 000 points, 10 000 rebonds, 1000 contres et 500 tir à 3 points.
Shawn Marion annonce le 21 janvier 2015 qu'il s'agit de son dernier exercice. En effet; au terme d'une saison durant laquelle il ira jusqu'en finale de playoffs (où les Cavaliers s'inclineront 4-2 face aux Golden State Warriors de Stephen Curry), il prend sa retraite après 16 années passées en NBA.

## Carrière internationale
Outre les Jeux olympiques de 2004 à Athènes, Shawn Marion a régulièrement défendu les couleurs américaines lors des compétitions internationales. En 2001, il a remporté les Goodwill Games disputés en Australie, en menant l'équipe aux points (13,4) et aux rebonds (7,6). Marion a également participé, mais avec moins de succès, aux championnats du monde 2002 organisés sur le sol américain à Indianapolis. Sortis vainqueurs de leur poule, les américains, emmenés par Ben Wallace, Elton Brand et Reggie Miller, s'inclinent dès les quarts de finale face à la Serbie-Monténégro avant d'enchaîner 2 nouvelles défaites. L'équipe baptisée Nightmare Team en référence à la Dream Team de 1992 terminera finalement 6e de la compétition. Ce revers n'empêche pas Shawn Marion de faire partie de la liste de joueurs établie par les dirigeants du team USA en vue de redorer le blason du pays lors des compétitions à venir en 2006 et 2008.

## Clubs successifs
- 1999 - 2008 :  Suns de Phoenix.
- 2008 - Fév.2009 :  Heat de Miami.
- Fév.2009 - 2009 :  Raptors de Toronto.
- 2009 - 2014 :  Mavericks de Dallas.
- Août 2014 - 2015 :  Cavaliers de Cleveland.

## Palmarès
En sélection nationale

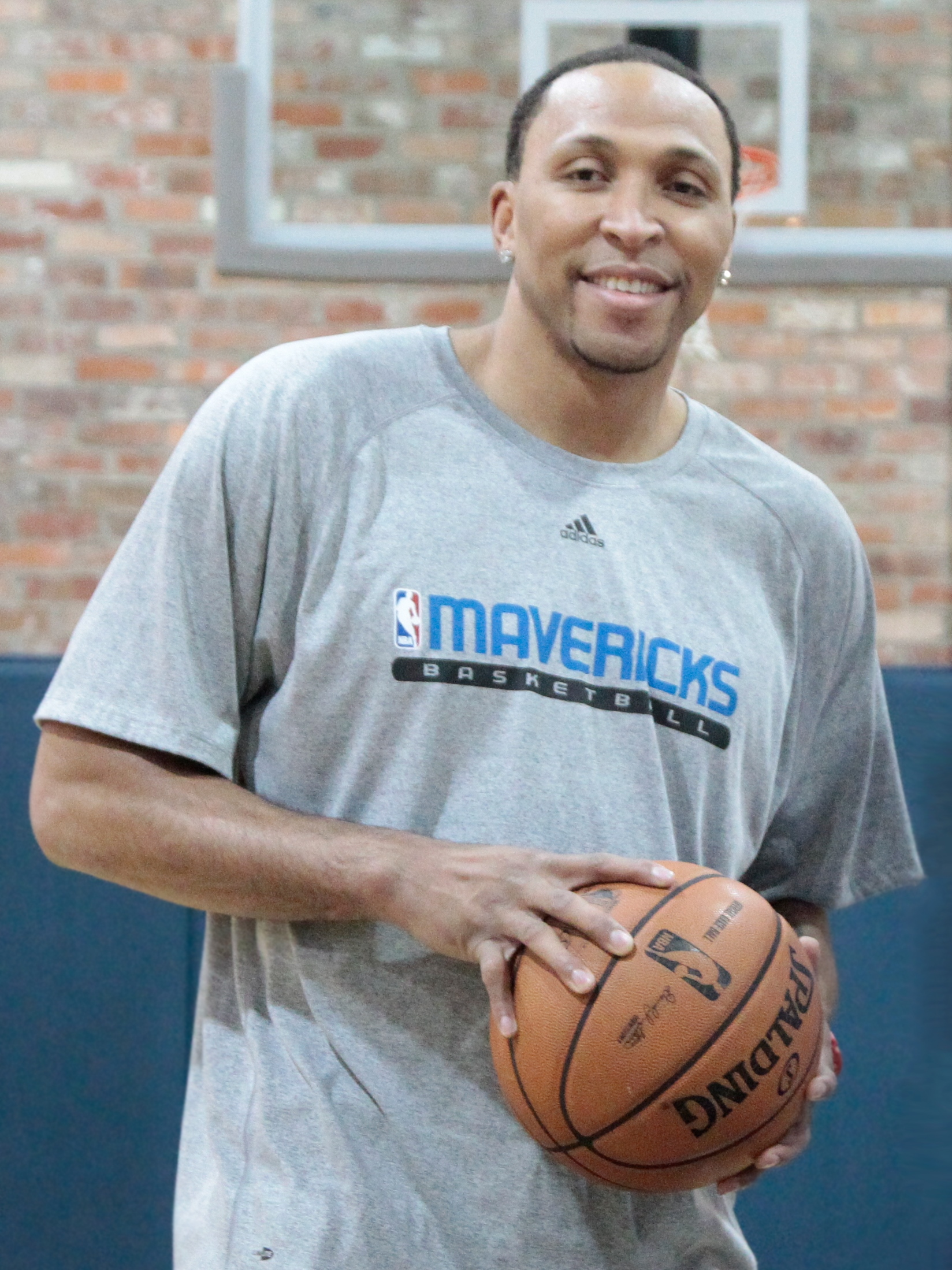
Marion en mars 2013.

- Médaille de bronze aux Jeux olympiques d'été de 2004.
- Sixième place au championnat du monde 2002 avec la sélection américaine à Indianapolis.
- Médaillé d'or aux Goodwill Games en 2001.

En franchise
- Champion NBA en 2011 avec les Mavericks de Dallas.
- Champion de la Conférence Ouest en 2011 avec les Mavericks de Dallas.
- Champion de la Division Sud-Ouest en 2010 avec les Mavericks de Dallas.
- Champion de la Division Pacifique en 2005, 2006 et 2007 avec les Suns de Phoenix.

Distinctions personnelles
- NBA All-Rookie Second Team (deuxième équipe type des débutants en NBA) en 2000.
- All-NBA Third Team (troisième équipe type de la NBA) en 2005 et 2006.
- 4 sélections aux NBA All-Star Game en 2003, 2005, 2006 et 2007.
- Meilleur intercepteur en NBA au nombre de ballons volés en 2004 (167).
- L'un des quatre joueurs de l'histoire de la NBA à combiner 17000 points, 9000 rebonds, 1500 interceptions et 1000 contres (avec Kevin Garnett, Hakeem Olajuwon et Karl Malone).
- Son maillot le no.31 a été retiré par les Suns de Phoenix.

## Records
Les records personnels de Shawn Marion, officiellement recensés par la NBA sont les suivants :
| Type de statistique        | Saison régulière | Saison régulière                               | Saison régulière                | Playoffs | Playoffs                                        | Playoffs                |
| Type de statistique        | Record           | Adversaire                                     | Date                            | Record   | Adversaire                                      | Date                    |
| -------------------------- | ---------------- | ---------------------------------------------- | ------------------------------- | -------- | ----------------------------------------------- | ----------------------- |
| Points                     | 44               | Celtics de Boston                              | 22 février 2006                 | 38       | @ Mavericks de Dallas                           | 20 mai 2005             |
| Paniers marqués            | 16               | Mavericks de Dallas                            | 11 avril 2001                   | 16       | Clippers de Los Angeles                         | 16 mai 2006             |
| Paniers tentés             | 30               | SuperSonics de Seattle                         | 22 janvier 2006                 | 33       | Clippers de Los Angeles                         | 16 mai 2006             |
| Paniers à 3 points réussis | 5                | 6 fois                                         |                                 | 5        | @ Mavericks de Dallas Clippers de Los Angeles   | 13 mai 2005 22 mai 2006 |
| Paniers à 3 points tentés  | 10               | Heat de Miami @ Knicks de New York             | 2 décembre 2002 2 janvier 2006  | 9        | Clippers de Los Angeles                         | 22 mai 2006             |
| Lancers francs réussis     | 11               | 4 fois                                         |                                 | 10       | Clippers de Los Angeles                         | 8 mai 2006              |
| Lancers francs tentés      | 13               | @ Magic d'Orlando                              | 20 février 2001                 | 10       | Clippers de Los Angeles                         | 8 mai 2006              |
| Rebonds offensifs          | 9                | Raptors de Toronto                             | 22 novembre 2005                | 7        | Spurs de San Antonio                            | 29 avril 2000           |
| Rebonds défensifs          | 19               | Bobcats de Charlotte                           | 25 février 2006                 | 15       | @ Clippers de Los Angeles @ Mavericks de Dallas | 12 mai 2006 26 mai 2006 |
| Rebonds totaux             | 24               | Bobcats de Charlotte @ Heat de Miami           | 25 février 2006 9 novembre 2007 | 20       | Clippers de Los Angeles                         | 16 mai 2006             |
| Passes décisives           | 8                | @ Grizzlies de Vancouver @ Mavericks de Dallas | 29 novembre 2000 8 mars 2004    | 5        | Spurs de San Antonio                            | 26 avril 2014           |
| Interceptions              | 8                | Timberwolves du Minnesota                      | 6 février 2006                  | 6        | @ Clippers de Los Angeles                       | 18 mai 2006             |
| Contres                    | 6                | 6 fois                                         |                                 | 6        | Mavericks de Dallas                             | 11 mai 2005             |
| Balles perdues             | 8                | Sixers de Philadelphie @ Pacers de l'Indiana   | 2 janvier 2003 30 mars 2003     | 4        | 4 fois                                          |                         |
| Minutes jouées             | 60               | @ Knicks de New York                           | 2 janvier 2006                  | 54       | Clippers de Los Angeles                         | 16 mai 2006             |

- Double-double : 465 (dont 38 en playoffs) (au terme de la saison 2014/2015)
- Triple-double : aucun.

## Salaires
| Année       | Équipe    | Salaire       |
| ----------- | --------- | ------------- |
| 1999-2000   | Suns      | 1 546 320 $   |
| 2000-2001   | Suns      | 1 662 240 $   |
| 2001-2002   | Suns      | 1 778 160 $   |
| 2002-2003   | Suns      | 2 265 375 $   |
| 2003-2004   | Suns      | 10 960 000 $  |
| 2004-2005   | Suns      | 12 330 000 $  |
| 2005-2006   | Suns      | 13 700 000 $  |
| 2006-2007   | Suns      | 15 070 000 $  |
| 2007-2008   | Heat      | 16 440 000 $  |
| 2008-2009   | Raptors   | 17 810 000 $  |
| 2009-2010   | Mavericks | 6 635 068 $   |
| 2010-2011   | Mavericks | 7 305 500 $   |
| 2011-2012*  | Mavericks | 8 022 449 $   |
| 2012-2013   | Mavericks | 8 646 364 $   |
| 2013-2014   | Mavericks | 9 316 796 $   |
| Total Gains |           | 133 488 272 $ |

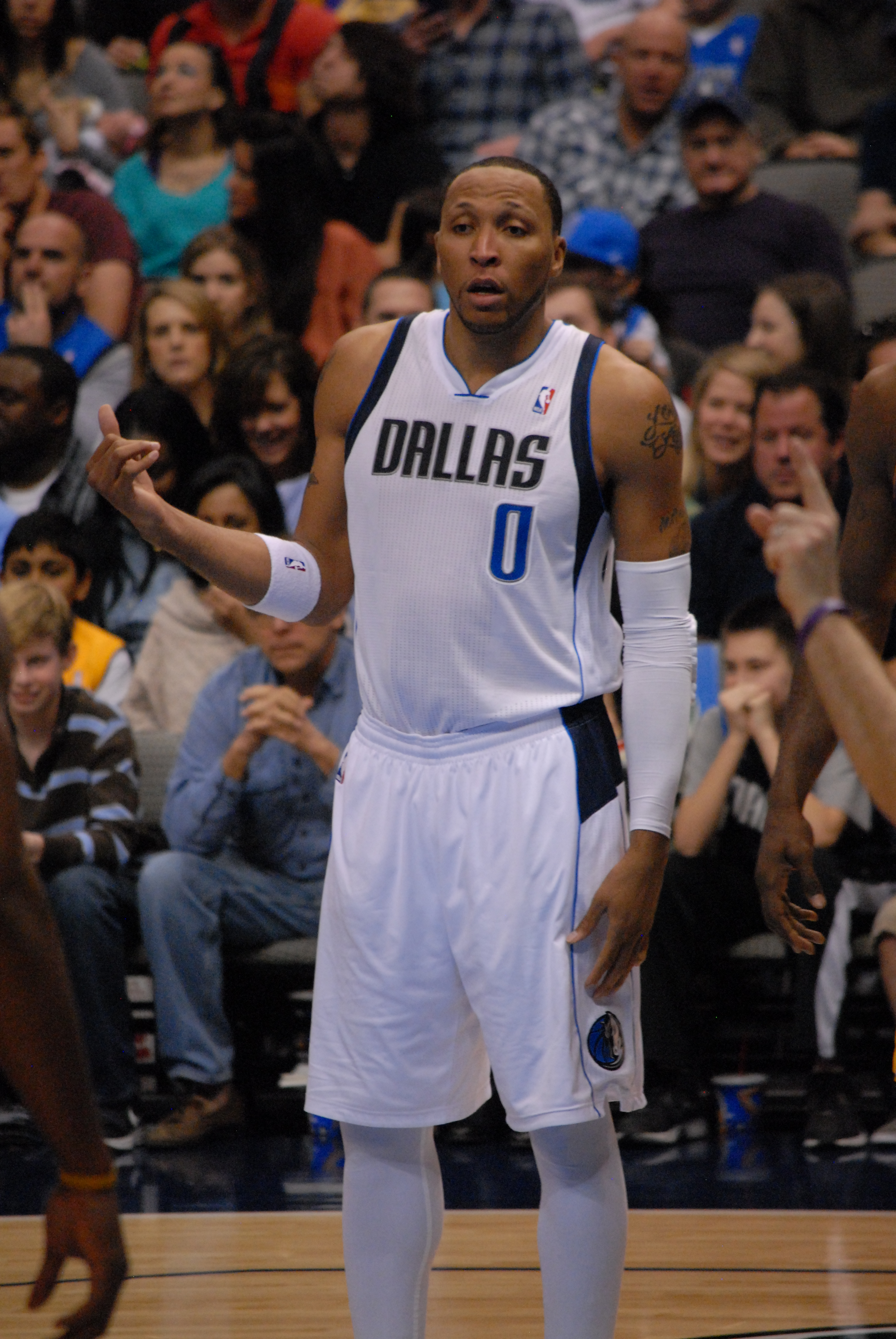
Marion en février 2013.

Note : * En 2011, le salaire moyen d'un joueur évoluant en NBA est de 5 150 000 $.

## Pour approfondir
- Liste des joueurs en NBA ayant joué plus de 1 000 matchs en carrière.
- Liste des joueurs les plus assidus en NBA en carrière.
- Liste des meilleurs marqueurs en NBA en carrière.
- Liste des meilleurs rebondeurs en NBA en carrière.
- Liste des meilleurs intercepteurs en NBA en carrière.